# Andrea Farkas
Dans le nom hongrois Farkas Andrea, le nom de famille précède le prénom, mais cet article utilise l’ordre habituel en français Andrea Farkas, où le prénom précède le nom.
Ne pas confondre avec la handballeuse hongroise Ágnes Farkas. Pour les articles homonymes, voir Farkas.
Andrea Farkas, née le 1er septembre 1969, est une ancienne joueuse internationale hongroise de handball, évoluant au poste de gardienne de but. Elle a notamment remporté la Ligue des champions en 1999 avec Dunaferr NK et gagné deux médailles olympiques avec l'équipe nationale hongroise : le bronze en 1996 à Atlanta et l'argent en 2000 à Sydney.

## Palmarès

### En sélection
Jeux olympiques
- médaillée d'argent aux Jeux olympiques de 2000 à Sydney
- médaillée de bronze aux Jeux olympiques de 1996 à Atlanta

championnats du monde
- finaliste du championnat du monde 1995

championnats d'Europe
- troisième du Championnat d'Europe 1998

### En club
compétitions internationales
- vainqueur de la Ligue des champions en 1999 (avec Dunaferr NK)
- vainqueur de la coupe EHF en 1998 (avec Dunaferr NK)
- vainqueur de la Supercoupe d'Europe en 1999 (avec Dunaferr NK)
- finaliste de la Coupe des coupes en 1994 (avec FTC Budapest) et 2006 (avec Győri ETO KC)

compétitions nationales
- championne de Hongrie (6) en 1994, 1995, 1996 et 1997 (avec FTC Budapest), 1998 et 1999 (avec Dunaferr NK)
- vainqueur de la coupe de Hongrie (7) en 1994, 1995, 1996 et 1997 (avec FTC Budapest), 1998, 1999 et 2000 (avec Dunaferr NK)
- championne de France (1) en 2002 (avec Metz Handball)
- championne de Slovénie (1) en 2005 (avec RK Krim)
- vainqueur de la coupe de Slovénie (1) en 2005 (avec RK Krim)